# Boigu Island
Boigu Island è un'isola dell'arcipelago delle Torres Strait Islands situata nello stretto di Torres. Si trova a soli 6 km dalla costa della Nuova Guinea ed è l'isola più a nord del Queensland e dell'Australia. Appartiene alla regione di Torres Strait Island. La popolazione dell'isola, nel censimento del 2016, era di 271 abitanti.

## Geografia
Boigu Island si trova di fronte alla foce del fiume Mai Kussa e fa parte di un piccolo sottogruppo delle Torres Strait Island chiamate Talbot Island. Vicino alla sua costa settentrionale si trovano Moimi Island e Aubussi Island. Boigu ha una superficie di 72,2 km², uno sviluppo costiero di 41,4 km e raggiunge l'altezza massima di 18 m.
Sulla punta settentrionale dell'isola c'è un villaggio che porta lo stesso nome, Boigu, dotato di un aeroporto (cod. IATA: GIC).

## Storia
L'8 luglio 1871 sull'isola sbarcarono i primi missionari cristiani della London Missionary Society.  Nel 1879 l'isola divenne parte della provincia australiana del Queensland. Nel 1975, l'isola venne rivendicata dalla Papua Nuova Guinea che tentò di delimitare il confine con l'Australia al decimo parallelo, tuttavia, nel 1978, i due paesi firmarono il cosiddetto "trattato sullo Stretto di Torres" (Torres Strait Treaty) secondo il quale l'isola è rimasta australiana, ma è stato istituito un regime senza visti per i residenti e i cittadini della Papua Nuova Guinea.